# Paroisse de Clarendon (Nouveau-Brunswick)
Pour les articles homonymes, voir Clarendon.
La paroisse de Clarendon est à la fois une paroisse civile et un ancien district de services locaux (DSL) canadien du comté de Charlotte, située au sud-ouest du Nouveau-Brunswick. Dans le cadre de la réforme de la gouvernance locale du 1er janvier 2023, le DSL a été annexé au district rural de la Région-de-la-capitale.

## Toponyme

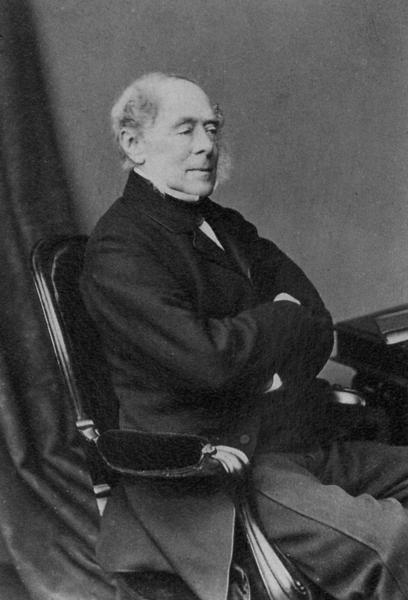
George Villiers.

Clarendon est nommé ainsi en l'honneur de George Villiers, 4e comte de Clarendon (1800-1870), qui fut le secrétaire aux affaires extérieures du Royaume-Uni de 1853 à 1858 et de 1868 à 1870.

## Géographie

### Situation
La paroisse de Clarendon est située dans les collines Sainte-Croix, au nord-est du comté de Charlotte, à 67 kilomètres de route au nord-ouest de Saint-Jean et à 73 km au sud de Fredericton.
La paroisse de Clarendon est limitrophe de la paroisse de Blissville au nord, de Wirral-Enniskillen au nord-est, de la paroisse de Petersville à l'est, de la paroisse de Westfield au sud-est, de la paroisse de Lepreau et de la paroisse de Pennfield au sud, de la paroisse de Saint-George à l'ouest. La paroisse de Gladstone n'est distante que de 500 m au nord-ouest.

### Hameaux et lieux-dits
La paroisse comprend le hameau de Back Clarendon et quelques maisons isolées.

## Histoire
Un portage peu fréquenté était utilisé par les Passamaquoddys et les Malécites, reliant le lac Oromocto Sud au Petit lac Tomowa, permettant ensuite de rejoindre la rivière Lepreau.
Une concession du nom de Clarendon est créée en 1856 mais jamais colonisée. Le hameau de Clarendon est finalement fondé en 1860, par des Irlandais provenant de la vallée de la rivière Nerepis. Le hameau de Ferriebank est lui aussi fondé en 1860, en vertu du Labor Act (Loi sur le travail), par des colons de Saint-Jean sous la gouverne du révérend baptiste Mr. Ferrie. L'établissement semble être temporaire est peu peuplé puis est détruit dans un incendie en 1903[réf. nécessaire].
La municipalité du comté de Charlotte est dissoute en 1966. La paroisse de Clarendon devient un district de services locaux en 1967.

## Démographie
(juillet 2016).
D'après le recensement de Statistique Canada, il y avait 52 habitants en 2011, comparativement à 71 en 2006, soit une baisse de 26,8 %. La paroisse compte 76 logements privés, dont 28 occupés par des résidents habituels. La superficie est de 492,91 km2 et la densité de population est de 0,1 habitant par kilomètre carré.
| 1981 | 1986 | 1991 | 1996 | 2001 | 2006 | 2011 |
| ---- | ---- | ---- | ---- | ---- | ---- | ---- |
| 46   | 50   | -    | 51   | 41   | 71   | 52   |

| 2016 | - | - | - | - | - | - |
| ---- | - | - | - | - | - | - |
| 63   | - | - | - | - | - | - |

## Administration

### Commission de services régionaux
La paroisse de Clarendon fait partie de la Région 11, une commission de services régionaux (CSR) devant commencer officiellement ses activités le 1er janvier 2013. Contrairement aux municipalités, les DSL sont représentés au conseil par un nombre de représentants proportionnel à leur population et leur assiette fiscale. Ces représentants sont élus par les présidents des DSL mais sont nommés par le gouvernement s'il n'y a pas assez de présidents en fonction. Les services obligatoirement offerts par les CSR sont l'aménagement régional, l'aménagement local dans le cas des DSL, la gestion des déchets solides, la planification des mesures d'urgence ainsi que la collaboration en matière de services de police, la planification et le partage des coûts des infrastructures régionales de sport, de loisirs et de culture; d'autres services pourraient s'ajouter à cette liste.

### Représentation et tendances politiques
Nouveau-Brunswick: Clarendon fait partie de la circonscription provinciale de New Maryland–Sunbury-Ouest, qui est représentée à l'Assemblée législative du Nouveau-Brunswick par Jack Carr, du Parti progressiste-conservateur. Il fut élu en 2008 et réélu en 2010.
 Canada: Clarendon fait partie de la circonscription électorale fédérale de Nouveau-Brunswick-Sud-Ouest, qui est représentée à la Chambre des communes du Canada par Gregory Francis Thompson, ministre des Anciens Combattants et membre du Parti conservateur. Il fut élu lors de la 40e élection fédérale, en 1988, défait en 1993 puis réélu à chaque fois depuis 1997.

## Économie
Entreprise Charlotte, membre du Réseau Entreprise, a la responsabilité du développement économique.
La mine de Mount Pleasant est une mine d'étain, d'indium, de tungstène et de molybdène opérée par Adex Mining.

## Vivre dans la paroisse de Clarendon
Le DSL est inclus dans le territoire du sous-district 10 du district scolaire Francophone Sud. Les écoles francophones les plus proches sont à Fredericton et Oromocto alors que les établissements d'enseignement supérieurs les plus proches sont dans le Grand Moncton.
Le détachement de la Gendarmerie royale du Canada le plus proche est à Pointe-Lepreau. Le bureau de poste le plus proche est quant à lui situé à Wirral.
Les anglophones bénéficient du quotidien Telegraph-Journal, publié à Saint-Jean, et de l'hebdomadaire Saint Croix Courier, publié à Saint-Stephen. Les francophones ont accès par abonnement au quotidien L'Acadie nouvelle, publié à Caraquet, ainsi qu'à l'hebdomadaire L'Étoile, de Dieppe.